# Награда за мир на немските книгоразпространители
Наградата за мир на немските книгоразпространители (на немски: Friedenspreis des Deutschen Buchhandels – Награда за мир на германските книготърговци) е ежегодна международна награда, присъждана за литература, наука и изкуство във Франкфурт на Майн.
Отличието се присъжда на лице, „което с дейността си, особено в областта на литературата, науката и изкуството, е допринесло в значителна степен за осъществяването на стремежа към мир“. Връчва се в църквата „Св. Павел“ („Паулкирхе“) по време на ежегодния Франкфуртски панаир на книгата.
Наградата, с парична премия на стойност 25 000 €, се финансира от Борсовия съюз на германските книготърговци (Börsenverein des Deutschen Buchhandels).

## Носители на наградата
- Алберт Швайцер (1951)
- Мартин Бубер (1953)
- Херман Хесе (1955)
- Торнтън Уайлдър (1957)
- Карл Ясперс (1958)
- Теодор Хойс (1959)
- Сарвепали Радхакришнан (1961)
- Паул Тилих (1962)
- Габриел Марсел (1964)
- Нели Закс (1965)
- Ернст Блох (1967)
- Леополд Седар Сенгор (1968)
- Александер Мичерлих (1969)
- Алва Мюрдал и Гунар Мюрдал (1970)
- Януш Корчак (1972, посмъртно)
- Макс Фриш (1976)
- Лешек Колаковски (1977)
- Астрид Линдгрен (1978)
- Йехуди Менухин (1979)
- Джордж Ф. Кенан (1982)
- Манес Шпербер (1983)
- Октавио Пас (1984)
- Владислав Бартошевски (1986)
- Зигфрид Ленц (1988)
- Вацлав Хавел (1989)
- Карл Дедециус (1990)
- Амос Оз (1992)
- Хорхе Семпрун (1994)
- Марио Варгас Льоса (1997)
- Мартин Валзер (1998)
- Юрген Хабермас (2001)
- Сюзън Зонтаг (2003)
- Орхан Памук (2005)
- Клаудио Магрис (2009)
- Давид Гросман (2010)
- Светлана Алексиевич (2013)
- Маргарет Атууд (2017)